# Brian van Goethem
Brian van Goethem (Sluiskil, 16 april 1991) is een voormalig Nederlands wielrenner.

## Hoogtepunten inUCI World Tourkoersen
In Gent-Wevelgem 2018 zat hij samen met zijn ploegmaat Jan-Willem van Schip in de vroege ontsnapping. Van Goethem bleef de hele wedstrijd in de kopgroep en eindigde als 19de.

## Overwinningen
2013
Zuid Oost Drenthe Classic II
Ronde van Midden-Brabant
Textielprijs Vichte
2014
1e etappe Ronde van Tsjechië (ploegentijdrit)
GP Marcel Kint
2015
GP Briek Schotte
2016
GP Briek Schotte

## Resultaten in voornaamste wedstrijden
| Jaar | Ronde van Italië | Ronde van Frankrijk | Ronde van Spanje |
| ---- | ---------------- | ------------------- | ---------------- |
| 2015 |                  |                     |                  |
| 2016 |                  |                     |                  |
| 2017 |                  |                     |                  |
| 2018 |                  |                     |                  |
| 2019 |                  |                     | opgave           |

| Jaar | Gent-Wevelgem | Ronde van Vlaanderen | Parijs-Roubaix | Parijs-Tours |
| ---- | ------------- | -------------------- | -------------- | ------------ |
| 2015 |               | 126e                 |                | 22e          |
| 2016 |               |                      |                | 100e         |
| 2017 |               | opgave               | buit.tijd      | 95e          |
| 2018 | 19e           | opgave               |                | 43e          |
| 2019 | opgave        | opgave               | opgave         |              |

## Ploegen
- 2013 –  Metec-TKH Continental Cyclingteam
- 2014 –  Metec-TKH Continental Cyclingteam
- 2015 –  Roompot Oranje Peloton
- 2016 –  Roompot-Oranje Peloton
- 2017 –  Roompot-Nederlandse Loterij
- 2018 –  Roompot-Nederlandse Loterij
- 2019 –  Lotto Soudal
- 2020 –  Lotto Soudal

Asselman · Duijn · van Empel · van Ginneken · van Goethem · Groenewegen · Honig · Hoogerland · Kerkhof · M. Kreder · R. Kreder · W. Kreder · Lammertink · Looij · de Maar · Slik · Terpstra · de Vries
Ariesen · Asselman · Budding · van Empel · van Ginneken · van Goethem · van der Hoorn · Kreder · Ligthart · van der Lijke · Looij · Meijers · Mouris · Reinders · Riesebeek · Tusveld · Vermeltfoort · de Vries · Weening
Ariesen · Asselman · Budding · van Empel · Gerts · van Ginneken · van Goethem · de Greef · van der Hoorn · Ligthart · van der Lijke · Meijers · Reinders · Riesebeek · van Schip · Vermeltfoort · Weening · Wippert
Armée · Benoot · Blythe · Campenaerts   · De Buyst · De Gendt · Dewulf · Ewan · Frison · Hagen · Hansen · Iversen · Keukeleire · Kluge · Lambrecht · Maes · Marczyński · Mertz · Monfort · Naesen · Thijssen · Van der Sande · van Goethem · Van Moer · Vanendert · Vanhoucke · Wallays · Wellens · Wouters
Armée · Cras · De Buyst · De Gendt · Degenkolb · Dewulf · Dibben · Ewan · Frison · Gilbert · Goossens · Hagen · Hansen · Holmes · Iversen · Kluge · Maes · Marczyński · Mertz · Oldani · Thijssen · Van der Sande · Van Goethem · Van Moer · Vanhoucke · Vermeersch (vanaf 1 juni) · Wallays · Wellens